# Venanzio (nome)
Venanzio  è un nome proprio di persona italiano maschile.

## Varianti
- Maschili: Venanzo[2][4], Venazio[2][4]
- Femminili: Venanzia[2][4], Venanza[2][4], Venazia[4]
  - Alterati: Venanzina[2], Venantina

### Varianti in altre lingue
- Catalano: Venanci
- Francese: Venance
- Frisone: Fenantius
- Latino: Venantius[1]
- Polacco: Wenancjusz
- Portoghese: Venâncio
- Russo: Венанций (Venancij)
- Spagnolo: Venancio

## Origine e diffusione
Continua il supernomen e poi nome personale romano Venantius, basato su venans, venantis, il participio presente del verbo venari, "cacciare", "andare a caccia"; il suo significato può quindi essere interpretato come "cacciatore", lo stesso dei nomi inglesi Hunter e Chase.
La sua diffusione ha base perlopiù devozionale, per via del culto di vari santi così chiamati, in particolare san Venanzio di Camerino; in misura minore, può anche avere una matrice ideologica risorgimentale, come ripresa del cognome del patriota bergamasco Alessandro Venanzio. È attestato principalmente in Abruzzo oltreché nell'Italia centrale, comunque non è molto comune.

## Onomastico
L'onomastico si può festeggiare in memoria di più santi, alle date seguenti:
- 1º aprile, san Venanzio, vescovo di Salona e martire con altri compagni[3][5][6]
- 18 maggio, san Venanzio, martire a Camerino con altri compagni[5][6]
- 30 maggio, san Venanzio, fratello di sant'Onorato, monaco a Lerino[5][6]
- 5 agosto, san Venanzio, vescovo di Viviers[5]
- 13 ottobre, san Venanzio, abate di San Martino a Tours[5][3][6]
- 14 ottobre, san Venanzio, vescovo di Luni[5]
- 14 dicembre, san Venanzio detto "Fortunato", vescovo di Poitiers[5][6]

## Persone

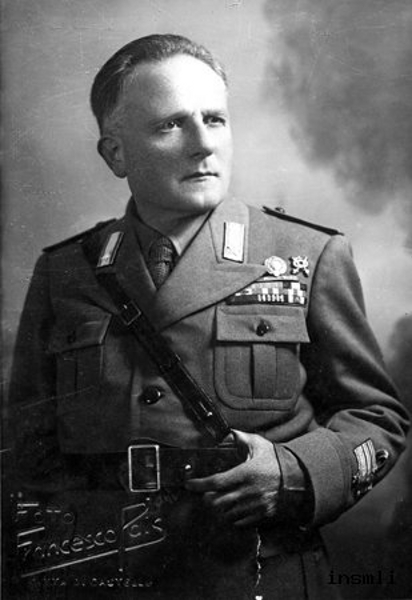
Venanzio Gabriotti

### Storia antica
- Venanzio, console nel 507
- Venanzio di Camerino, nobile e santo romano
- Venanzio di Luni, vescovo e santo italiano
- Venanzio Fortunato, vescovo, poeta e santo italiano
- Venanzio Opilione, console nel 525
- Basilio Venanzio, console nel 508
- Decio Mario Venanzio Basilio, console nel 484

### Storia moderna
- Venanzio Bisini, pittore italiano

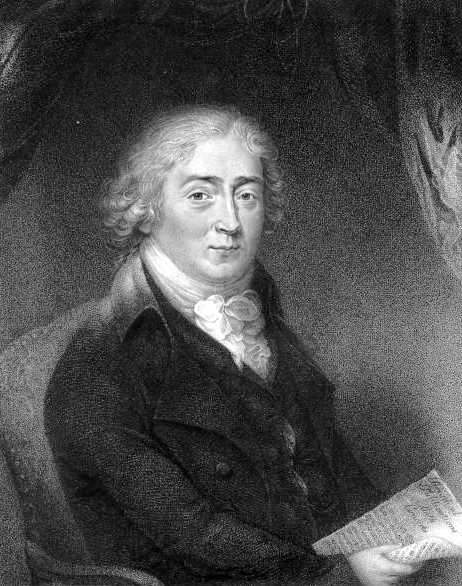
Venanzio Rauzzini

- Venanzio Gabriotti, antifascista e militare italiano
- Giuseppe Venanzio Marvuglia, architetto italiano
- Venanzio Ortis, atleta e fondista italiano
- Venanzio Quadri, religioso italiano
- Venanzio Rauzzini, cantante lirico e compositore italiano
- Venanzio Simi, vescovo cattolico e storico italiano
- Venanzio Vallera, antifascista e anarchico italiano
- Venanzio Zolla, pittore italiano

### Varianti
- Venanzo Crocetti, scultore italiano